# 浜野蘭
浜野 蘭（はまの らん、1981年10月27日 - ）は、東京都出身の元ストリッパー。
身長160cm、スリーサイズ はB80cm・W57cm・H80cm。血液型はB型。
ただし現在の公式プロフィールでは、生年とバストのサイズは伏せられている。

## 略歴
2002年5月16日、川崎ロック座でデビュー。
一時休業に入ったが、2005年11月11日、ストリップ浜劇にて復帰を果たした。
2022年5月20日、川崎ロック座にて引退。
川崎ロック座所属であった。

## 人物
趣味は買物、特技はお菓子作り。
好きな物は、食べ物ではチョコレート、フルーチェ、ヨーグルト、プリン、ごはん、おやつ。飲み物ではオロナミンC、ジュース。キャラクターはハローキティ。色はピンク、黄色。煙草はラーク・マイルド・ボックス。
嫌いな物はチーズ、ウニ、牛乳。
差し入れの希望はスターバックスのランパフラペチーノ、弁当。